# Georg von Steinmann (Landrat)
Georg Hans Ludwig von Steinmann (* 12. November 1866 in Thorn; † März 1938 in Görlitz) war ein deutscher Verwaltungsbeamter.

## Leben
Georg Hans Ludwig von Steinmann wurde als Sohn des damaligen Landrats von Thorn Georg Franz Maximilian Steinmann geboren. Er studierte Rechtswissenschaften an der Georg-August-Universität Göttingen. 1885 wurde er Mitglied des Corps Saxonia Göttingen. Nach Abschluss des Studiums trat er in den preußischen Staatsdienst ein, absolvierte das Regierungsreferendariat und wurde Regierungsassessor. Von 1898 bis 1901 war er Landrat des Landkreises Hünfeld. 1901 wurde er Landrat des Landkreises Glatz. 1913 nahm er seinen Abschied, um die Wahl zum Leiter und Verbandsdirektor der Raiffeisen-Organisation in Breslau anzutreten, wo er seitdem lebte.
Am Ersten Weltkrieg nahm von Steinmann von 1914 bis 1916 als Ordonnanzoffizier und Kommandant des Hauptquartiers des Generalkommandos des Landwehrkorps und der Armeeabteilung Woyrsch teil. 1917 war er Abteilungsleiter beim Wirtschaftsstab der Militärverwaltung Rumänien. Von Steinmann war in erster Ehe mit Elisabeth von Bonin († 1899) und in zweiter Ehe mit Else Fenner verheiratet. Zuletzt lebte er in Görlitz.

## Auszeichnungen
- Anhebung in den Adelsstand mit der Nobilitierung seines Vaters, 1887
- Ernennung zum Geheimen Regierungsrat, 1918